# Gabela
Gabela (Габела), in italiano Gabella, desueto, è un centro abitato della Bosnia ed Erzegovina, compreso nel comune di Čapljina.

Fu in passato sede, nell'antistante altura, della città fortificata di Ciclut.

## Storia
Dopo la caduta dell'Impero romano la Dalmazia meridionale, dal Narenta al Drin, passò sotto dominio bizantino.

Tra il 614 e il 615 iniziò l'orda àvaro-slava che raggiunse la costa della Dalmazia.
 L'imperatore Eraclio chiese aiuto contro di loro sia ai Serbi bianchi della Lusazia sia agli abitanti della Croazia Bianca che nell'anno 630, occuparono le terre invase dagli Avari, liberandole; i primi occuparono il territorio dal Cettina fino al lago di Scutari mentre i Croati il rimanente territorio a nord del Cettina.
Come ricompensa, Eraclio permise ai Serbi di instaurare principati autonomi governati da un principe (in serbo župan, жупан), comunque, sotto la sovranità bizantina.
Fu dopo la caduta della vicina Narona, la località lungo la Narenta divenne la principale porta d'entrata alla Bosnia.
Buona parte della valle della Narenta fece quindi parte del principato di Zahumlje, ad esclusione della parte nord-occidentale in mano alla Pagania, (a differenza della vicina Ragusa parte del thema Dalmatia), poi inglobata dalla Doclea.
Fino alla fine del XII secolo venne chiamata Drijevo, divenendo un importante centro di commercio tra i re bosniaci e la Repubblica di Ragusa.
Dal 1190 passò sotto il dominio del Regno d'Ungheria; nel 1324 pervenne ai Bosniaci.

Nel XV secolo assunse il nome di Gabella (Gabela), derivato dal termine italiano per l'omonimo tributo. 
Nel 1526 i Turchi la occuparono rinominandola Ciklut e costruendo sulla riva destra della Narenta una fortezza.
Nel 1694 le truppe venete conquistarono Ciclut, che divenne poi possedimento effettivo Serenissima con la Pace di Carlowitz del 1699.

Ma già nel 1716, anno nel quale i Veneziani spostarono il loro centro di potere a Fort'Opus, dovette arrendersi alle truppe ottomane, alle quali rimase anche dopo la seguente Pace di Passarowitz, perdendo di conseguenza importanza
Con la cacciata dei Turchi nel 1878, la Bosnia-Erzegovina entrò nella sfera d'influenza dell'Austria-Ungheria. 
Dopo la prima guerra mondiale entrò a far parte del neo costituito Regno dei Serbi, Croati e Sloveni.
Dopo la seconda guerra mondiale fece parte della Repubblica Socialista Federale di Jugoslavia; dal 1992 fa parte della Bosnia ed Erzegovina.

## Corsi d'acqua
Fiume Narenta (Neretva)

## Sport

### Calcio
La squadra principale della città è il Gabeoski Omladinski Športski Klub.